# When We're Old
Chansons représentant la Lituanie au Concours Eurovision de la chanson
Rain of Revolution
(2017) Run with the Lions
(2019)
When We're Old (« Quand nous serons vieux ») est une chanson interprétée par la chanteuse lituanienne Ieva Zasimauskaitė, sortie le 13 février 2018. Elle a également été enregistré en lituanien sous le titre Kol myliu (« Tant que l'on aime »).
C'est la chanson représentant la Lituanie au Concours Eurovision de la chanson 2018 après avoir remporté la sélection nationale. Elle est interprétée en anglais – avec deux phrases en lituanien – le choix de la langue étant libre depuis 1999.

## Concours Eurovision de la chanson

### Sélection nationale
Le 10 mars 2018, la chanson When We're Old d'Ieva Zasimauskaitė a été sélectionnée en remportant la finale de la sélection nationale lituanienne Eurovizijos - dainų konkurso nacionalinė atranka (« Eurovision - sélection nationale du concours de la chanson »), et sera ainsi la chanson représentant la Lituanie au Concours Eurovision de la chanson de 2018.

### À Lisbonne
Lors de la première demi-finale le 8 mai 2018, When We're Old est la 6e chanson interprétée sur 18 suivant Lie to Me de la Tchéquie et précédant Toy d'Israël. Elle s'est qualifiée pour la finale en terminant neuvième parmi les dix chansons les mieux classées.
When We're Old est la 4e chanson interprétée lors de la finale, le 12 mai 2018, après Hvala, ne! de la Slovénie et avant Nobody but You de l'Autriche. À l'issue du scrutin, la chanson s'est classée 12e sur 26 avec 181 points, recevant 90 points des jurys et 91 points des télévotes,.

## Liste des pistes
| 1. | When We're Old | 2:59 |
| 2. | Kol myliu      | 2:59 |

## Classements

### Classements hebdomadaires
| Classement (2018)                    | Meilleure position |
| ------------------------------------ | ------------------ |
| Belgique (Flandre Ultratip 100)      | 51                 |
| Écosse (OCC)                         | 88                 |
| Royaume-Uni (UK Download Chart)      | 94                 |
| Suède Heatseeker (Sverigetopplistan) | 10                 |

## Historique de sortie
| Région / Pays | Date            | Format                   | Label       |
| ------------- | --------------- | ------------------------ | ----------- |
| Monde entier  | 13 février 2018 | Téléchargement numérique | Indépendant |